# Легкий ланцюг міозину 12A
Легкий ланцюг міозину 12A (англ. Myosin regulatory light chain 12A) – білок, який кодується геном MYL12A, розташованим у людей на короткому плечі 18-ї хромосоми.  Довжина поліпептидного ланцюга білка становить 171 амінокислот, а молекулярна маса — 19 794.
| 10         |  | 20         |  | 30         |  | 40         |  | 50         |
| ---------- |  | ---------- |  | ---------- |  | ---------- |  | ---------- |
| MSSKRTKTKT |  | KKRPQRATSN |  | VFAMFDQSQI |  | QEFKEAFNMI |  | DQNRDGFIDK |
| EDLHDMLASL |  | GKNPTDEYLD |  | AMMNEAPGPI |  | NFTMFLTMFG |  | EKLNGTDPED |
| VIRNAFACFD |  | EEATGTIQED |  | YLRELLTTMG |  | DRFTDEEVDE |  | LYREAPIDKK |
| GNFNYIEFTR |  | ILKHGAKDKD |  | D          |  |            |  |            |

A: Аланін

C: Цистеїн

D: Аспарагінова кислота

E: Глутамінова кислота

F: Фенілаланін

G: Гліцин

H: Гістидин

I: Ізолейцин

K: Лізин

L: Лейцин

M: Метіонін

N: Аспарагін

P: Пролін

Q: Глутамін

R: Аргінін

S: Серин

T: Треонін

V: Валін

Цей білок за функціями належить до білкових моторів, міозинів, м'язових білків. 
Білок має сайт для зв'язування з іонами металів, іоном кальцію. 